# ホアキン・ニン＝クルメル

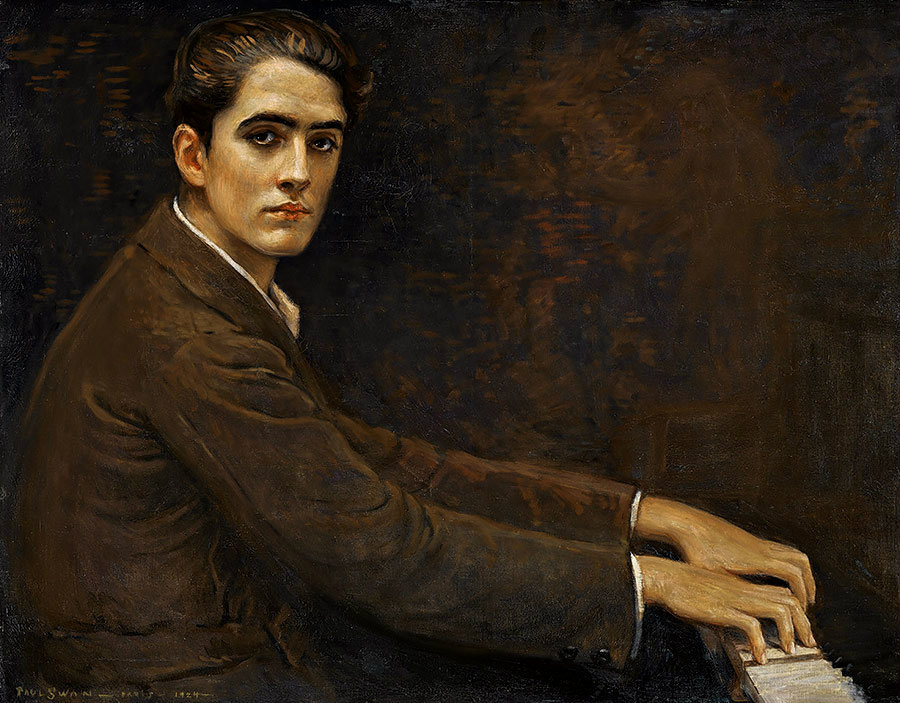
ホアキン・ニン＝クルメル

ホアキン・マリア・ニン＝クルメル（Joaquin Maria Nin-Culmell, 1908年9月5日 - 2004年2月14日）は、キューバ系スペイン人の作曲家・ピアニスト・指揮者。父親は、ライプツィヒに学んだスペインのピアニスト・作曲家のホアキン・ニン（またはホアキン・ニン・イ・カステリャーノス、1879年 - 1949年）で、母親はキューバ人歌手ローサ・クルメル、姉はフランスの文人アナイス・ニンであった。両親が離婚してから、母親に連れられ欧米各国で生活したため、姉同様にコスモポリタンとなった。

## 生涯
ベルリン生まれ。両親の離婚後、母ローサと姉アナイスとともにニューヨーク市で9年間を過ごす。15歳のとき家族とともにヨーロッパに戻り、パリのスコラ・カントルムに入学。パリ音楽院に進んで1934年に作曲科で首席となる。1930年代初頭には、当時のスペインで最も進歩的な作曲家であったマヌエル・デ・ファリャに師事して、和声法・対位法・フーガを集中的に学習。
1939年に再渡米。2年間バーモント州ミドルベリー大学で教壇に立ち、その後10年間マサチューセッツ州のウィリアムズ大学音楽学部でも教鞭を執った。1950年にカリフォルニア大学バークレー校の音楽学部に就任。バークレー時代に、学生オーケストラを指揮するかたわら、サンフランシスコ港湾部の様々な音楽団体とピアニストとして共演した。1952年に自作の《ピアノ協奏曲ハ長調》をピエール・モントゥー指揮するサンフランシスコ交響楽団と共演。1953年3月には同交響楽団の客演指揮者を務めた。この頃までに次のような作品がある。
- 混声合唱のための《キューバ民謡》
- ソプラノとピアノのための《カタルーニャ民謡》
- 管絃楽曲《ガスパル・サンスの主題による8月の変奏曲》

時が経つにつれて、楽曲の主題は民族色が薄れて宗教色が強まった。フランス政府の委嘱作品《神秘の交響曲 "Symphony of Mysteries"》はオルガンと合唱を含み、1971年の《ミサ曲》はサンフランシスコ聖メアリ大聖堂の委嘱に応じて作曲された。
生涯にわたって演奏活動を続け、フランス、イタリア、イギリス、スイス、キューバ、スペイン、デンマークで活躍した。1974年にカリフォルニア大学バークレー校を退職してからも、作曲活動と演奏活動を両立させ、地元の若手音楽家（作曲家やピアニスト）の指導を続けた。
ニン＝クルメルは、国際現代音楽協会や作曲家フォーラムの会員であり、父ホアキン・ニンに同じく、マドリッドのサン・フェルナンド王立学士院の会員に選ばれた。バルセロナのサン・ジョルディ芸術アカデミーの会員にも選ばれ、フランス政府からレジオン・ドヌール勲章を授与された。
老齢になるまで旺盛な作曲活動を続けたが、スペインで自作オペラの上演に携わっていた2001年に脳卒中を患い、視覚障害を引き起こして音楽活動を続けることが難しくなった。2003年のクリスマスには心臓発作に倒れている。それから一月後に カリフォルニア州バークレーにて死去した。95歳。
遺族の姪のゲイル・ニン＝ローゼンクランツはサンフランシスコに、甥チャールズ・ソーヴァルド＝ニンはメキシコ市に健在で、それぞれ孫もいる。ニン＝クルメルの長年にわたる教育活動の結果、門下の音楽家や作曲家は数多い。
文筆家としても活動し、4巻の『アナイス・ニンの日記』に序文を寄せている。